# Friedrich Carl Dilchert

Friedrich Carl Dilchert

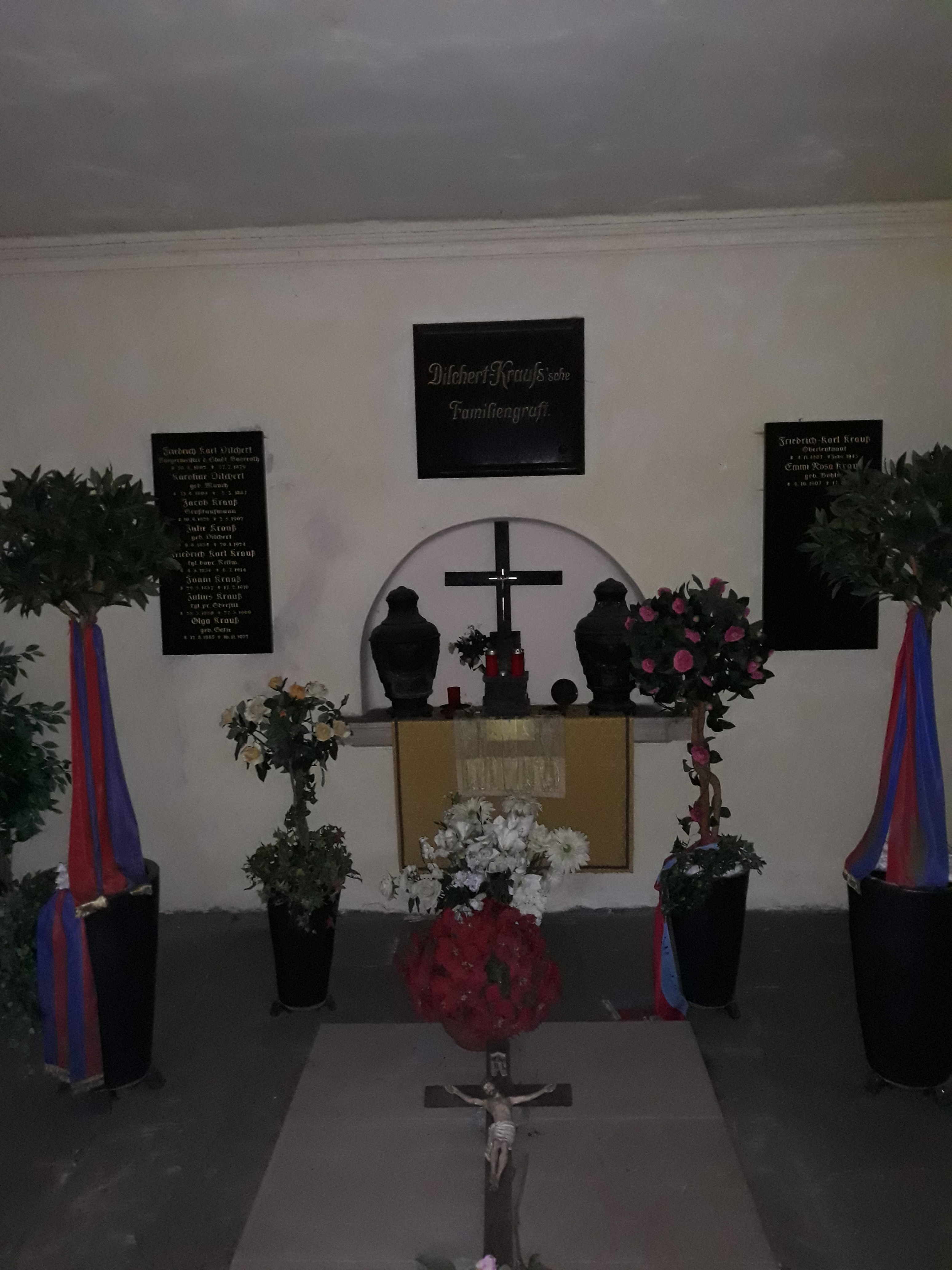
Familiengruft der Familie Dilchert mit dem Grab Friedrich Carl Dilcherts auf dem Stadtfriedhof Bayreuth

Friedrich Carl Dilchert (* 30. August 1804 in Bayreuth; † 27. Juli 1879 ebenda) war ein deutscher Kaufmann und elf Jahre lang Stadtoberhaupt von Bayreuth.
1851 wurde der ehrbare und vermögende Spezereihändler als Nachfolger von Johann Karl Christian Heumann durch den Stadtrat zum Bürgermeister von Bayreuth gewählt und am 3. November 1851 vom bayerischen König Maximilian II. verpflichtet. Der Apotheker Heumann, der 1848 auf Erhard Hagen von Hagenfels gefolgt war, übte das Amt nur drei Jahre lang aus. Wenige Jahre nach seinem Abschied aus dem Rathaus wanderte er nach Südamerika aus.
Dabei hatte sich Dilchert nicht in dieses Amt gedrängt. 1842 war er zunächst als Ersatzmann für das Gemeindekollegium gewählt, drei Jahre später dann als Magistratsmitglied verpflichtet worden. Nach seinem Ausscheiden aus dem Amt legte er Wert auf die Feststellung, man habe ihn gegen seinen Willen und gegen seine Vorstellungen und Bitten zum alleinigen Bürgermeister gewählt.
Dilchert, dem ein „gesunder Menschenverstand“ und ein ausgeprägtes Gespür für wirtschaftliche Zusammenhänge nachgesagt wurden, förderte die Entwicklung von Handel, Industrie und Verkehr. In seiner Amtszeit erfuhr die Stadt einen Entwicklungsschub vom „geruhsamen Beamtenstädtchen“ zum Industriestandort. Zur Eröffnung des Gaswerks und der Telegrafenstation kam eine rege Bautätigkeit hinzu; die „gute alte gemütliche Stadt“ sei kaum wiederzuerkennen, klagte der Chronist des Bayreuther Tagblatts. Am 28. November 1853 wurde mit der Bahnstrecke von Neuenmarkt als Nebenstrecke der Ludwig-Süd-Nord-Bahn eine der ersten Nebenbahnen im Königreich Bayern eröffnet. Die Stadt selbst finanzierte deren Bau und verpachtete sie anschließend an die Königlich Bayerischen Staatsbahn („Pachtbahn“). 1853 wurde Dilchert mit der ansehnlichen Summe von 5000 Gulden Aktionär der neugegründeten Mechanischen Baumwollen-Spinnerei. In seiner Amtszeit errichtete diese 1861 die erste bayerische Sozialsiedlung im Ortsteil Burg.
Im September 1862 reichte Dilchert, der während seiner elfjährigen Amtszeit nach eigener Aussage „Aufregung und Qual, Lug und Trug“ durchlitten hatte, sein Rücktrittsgesuch ein. Seinen Abschied als Stadtoberhaupt begründete er diplomatisch: „Nach reiflicher Überlegung der obwaltenden Verhältnisse“ habe er sich zum Amtsverzicht entschlossen. Tatsächlich hatte er als Nicht-Jurist aber große Mühe mit den politischen Ränkespielen gehabt. Aus seinem Tagebuch geht hervor, dass beim Stadtmagistrat Betrug und Lügen an der Tagesordnung gewesen seien: „Die Bureaux wurden nicht nur zu Dingen benutzt, welche nach Hause gehören, wie rasiren, waschen, Würste + Fleisch essen, Bier, Wein + Schnaps trinken, sondern auch zur Abmachung von Privatangelegenheiten ...“. Seinem Amtsnachfolger warf er vor, er habe ihn aus dem Amt drängen wollen. Wenig schmeichelhaft waren Dilcherts Meinungen über einige Bayreuther Honoratioren, die er als geistesschwach (über seinen Amtsvorgänger), schwachköpfig oder hohlköpfig bezeichnete. Den Advokaten Johann Eberhard Käfferlein charakterisierte er in seinem Tagebuch geradezu vernichtend mit den Worten „intriganter beschränkter Mann“.
Am 31. Dezember jenes Jahres schied Dilchert aus dem Amt, das er an Theodor von Muncker übergab. 1863 erwarb er außerhalb der Stadt das Landgut Grunau. Nach seinem Tod im Juli 1879 wurde bekannt, dass er seine Heimatstadt mit zwei Stiftungen bedacht hatte; mit einer sollten junge Leute beruflich gefördert werden, die andere war für die Förderung von Industrieunternehmungen gedacht.
Dilchert wurde in einer Gruft im Bayreuther Stadtfriedhof beigesetzt. Ihm zu Ehren wurde 1895 in der Innenstadt die Dilchertstraße benannt.